# بيل سويني (لاعب كرة قاعدة)
بيل سويني (بالإنجليزية: Bill Sweeney) هو لاعب كرة قاعدة أمريكي، ولد في 29 ديسمبر 1904 في كليفلاند في الولايات المتحدة، وتوفي في 18 أبريل 1957 في سان دييغو في الولايات المتحدة بسبب نوبة قلبية.

## وصلات خارجية
- بيل سويني (لاعب كرة قاعدة) على موقعبيزبول رفرنس.كوم (الدوري الرئيسي) (الإنجليزية)
- بيل سويني (لاعب كرة قاعدة) على موقعبيزبول رفرنس.كوم (الدوري الثانوي) (الإنجليزية)